# Ingwar Åhrén
Tord Ingwar Åhrén, född 18 september 1944 i Frostvikens församling, död 8 oktober 2015 i Östersunds församling, Östersunds kommun, var en samisk kulturpersonlighet och politiker. Han var med om att grunda Sáminuorra, Samelandspartiet och Gaaltije. Han var även det svenska sametingets första ordförande 1993–1997. Son till Anders Åhrén.

## Biografi
Ingwar Åhrén växte upp i Härbergsdalen inom Ohredahke sameby. Som son i en renskötarfamilj genomgick han nomadskola och fortsatte därefter att utbilda sig till folkhögskollärare. Ingwar Åhrén anställdes vid Samernas folkhögskola i Jokkmokk och blev så småningom skolans rektor. På 1980-talet blev han kulturchef i Härnösands kommun.
Ingwar Åhrén blev tidigt samepolitiskt aktiv. Han var en av de drivande bakom bildandet av Svenska Samernas Riksförbunds Yngre råd (sedermera Sáminuorra) 1962. Åren 1990–1993 var han ordförande för Svenska Samernas Riksförbund. Det året valdes han in i det nyinrättade svenska sametinget som representant för Samelandspartiet och blev sametingets förste ordförande, ett uppdrag som han innehade fram till 1997. Därefter var Ingwar Åhrén med om att starta Gaaltije, det sydsamiska kulturcentret i Östersund, och blev även dess chef. Under åren 2006–2014 var han ordförande för Vaartoe vid Umeå universitet.